# Wartberge bei Seebach
Wartberge bei Seebach este o arie protejată (arie specială de conservare — SAC, sit de importanță comunitară — SCI) din Germania întinsă pe o suprafață de 83 ha, integral pe uscat.

## Localizare
Centrul sitului Wartberge bei Seebach este situat la coordonatele 50°54′14″N 10°25′37″E / 50.9039°N 10.4269°E.

## Înființare
Situl Wartberge bei Seebach a fost declarat sit de importanță comunitară în iunie 2004 pentru a proteja 2 specii de animale. Situl a fost protejat și ca arie specială de conservare în iulie 2008.

## Biodiversitate
Situată în ecoregiunea continentală, aria protejată conține 6 habitate naturale: Pante stâncoase calcaroase cu vegetație casmofită, Peșteri inaccesibile publicului, Păduri de fag Luzulo-Fagetum, Păduri de fag Asperulo-Fagetum, Păduri de fag din Europa Centrală dezvoltate pe sol calcaros cu Cephalanthero-Fagion, Păduri pe pante, grohotișuri și ravene de Tilio-Acerion.
La baza desemnării sitului se află mai multe specii protejate de  mamifere (2): liliac cu urechi mari (Myotis bechsteinii), liliac comun (Myotis myotis)
Pe lângă speciile protejate, pe teritoriul sitului au mai fost identificate 6 specii de plante, 7 specii de mamifere.